# Aija Brumermane
Aija Brumermane (17 de outubro de 1986) é uma basquetebolista profissional letã.

## Carreira
Aija Brumermane integrou a Seleção Letã de Basquetebol Feminino, na Pequim 2008, que terminou na nona colocação.